# Guitartuner
En guitar tuner er en elektronisk enhed, der kan bruges til at stemme en guitar (guitar tuning).

## Funktionalitet
En tuner virker som regel ved, at man plugger sit jack-stik fra guitaren og over i tuneren. Først vælger man på tuneren, den tone man vil stemme den udvalgte streng i. Ved anslag af en streng, opfanger tuneren frekvensen og sammenligner med den fastlagte frekvens for den valgte tone, og kan herefter fortælle brugeren om strengen skal stemmes lysere eller dybere. Ved at prøve sig lidt frem, bliver strengen til sidst stemt i den korrekte frekvens, hvilket tunere markerer på forskellig vis. På nogle lyser f.eks. en grøn lampe.